# Burkhardsreuth
Burkhardsreuth ist ein Ortsteil der Gemeinde Trabitz im oberpfälzischen Landkreis Neustadt an der Waldnaab (Bayern). 

## Lage
Das Pfarrdorf liegt auf freier Flur, knapp 1,5 km südwestlich des Kernortes Trabitz.

## Baudenkmäler
Als Baudenkmäler sind in Burkhardsreuth ausgewiesen (siehe Liste der Baudenkmäler in Trabitz#Burkhardsreuth):
- der gotische Turm (mit Spitzhelm) der ehemaligen Chorturmkirche (die Kirche selbst ist ein Neubau aus dem Jahr 1958)
- die im Kern mittelalterliche Friedhofsmauer mit Rundbogenportalen, die wohl aus dem 19. Jahrhundert stammen
- drei neuromanische Grabdenkmäler aus dem letzten Viertel des 19. Jahrhunderts an der Friedhofsmauer